# Terreros, Otzoloapan
Terreros  är en ort i kommunen Otzoloapan i delstaten Mexiko i Mexiko. Samhället hade 210 invånare vid folkräkningen år 2020.